# Космоцентризм
Космоцентризм — філософський напрямок античності, система філософських поглядів, що з'явилася в Стародавній Греції, за якою світ сприймається як космос, різноманітний, гармонійний і, водночас, здатний вселити жах. Всі явища навколишнього світу розглядалися через призму космосу.
Впродовж VI–I століть до нашої ери у Стародавній Греції відбувався бурхливий розквіт культури й філософії. За цей період було створено нове неміфологічне мислення, нову картину світу, центральним елементом якої стало вчення про космос.
Космос охоплює Землю, людину, небесні світила. Він замкнутий, має сферичну форму й у ньому відбувається постійний кругообіг — все виникає, тече й змінюється. Із чого виникає, до чого вертається — ніхто не знає.